# I Capatosta
I Capatosta è una miniserie TV italiana prodotta da Boing S.p.A., l'adattamento italiano della serie messicana Las González. Si compone di quattro puntate trasmesse dall'11 dicembre 2015 al 5 gennaio 2016 su Boing.

## Trama
Leo, un padre di famiglia intraprendente, ma con la tendenza a cacciarsi nei guai, si ritrova disoccupato dopo la chiusura dell'agenzia di viaggi per cui lavorava. Invece di deprimersi,  vede nella crisi un'opportunità per reinventarsi. Dopo una lunga notte passata a navigare sul web, ha un'illuminazione: diventerà una webstar! Inizia a produrre video di ogni genere, dalle ricette ai tutorial, ma i risultati sono a dir poco imbarazzanti. Dopo una serie di tentativi fallimentari, scopre per caso il genere che fa per lui: le candid camera. Armato di smartphone e una dose di sfrontatezza, inizia a girare per le vivaci strade di Milano, architettando scherzi ai passanti e filmando le loro reazioni, spesso coinvolgendo, volenti o nolenti, gli altri membri della sua famiglia.

### Prima puntata
Leo, padre di famiglia con un innato talento per le figuracce, perde il lavoro a causa della chiusura della sua agenzia di viaggi. Invece di mandare curriculum, Leo trascorre una notte insonne al computer e arriva a una conclusione epocale: la sua vera vocazione è fare la webstar. Si lancia quindi nella creazione di contenuti online, partendo con ricette improbabili e tutorial poco utili, che si rivelano un flop clamoroso. La svolta arriva inaspettata: Leo scopre il potenziale comico delle candid camera. Entusiasta, inizia a trasformare le vie di Milano in un set improvvisato, ideando scherzi ai malcapitati passanti e documentando il tutto con il suo smartphone. Ben presto, la sua famiglia si ritrova, tra imbarazzo e divertimento, catapultata nel mondo delle sue strampalate riprese.

### Seconda puntata
È il giorno della festa in maschera a scuola di Rocco, ma Lara, oberata di lavoro, delega a Leo il compito di occuparsi del costume del figlio. Leo, però, è più concentrato sulla produzione dei suoi video e trascura la preparazione del costume. Solo all'ultimo minuto si ricorda dell'impegno e, in preda alla fretta, improvvisa un travestimento per Rocco utilizzando materiali di riciclo e spazzatura. Accompagnato il figlio alla festa, Leo si ricorda in serata di doverlo andare a riprendere, ma la casa è in disordine a causa delle sue riprese. Chiede quindi a Emma di andare a prendere Rocco, ma lei accetta solo in cambio di denaro. Emma a sua volta chiede alla nonna Bruna, che delega a Nic, ma alla fine nessuno si reca alla festa. Quando Leo chiede dove sia Rocco, tutti ammettono di essersene dimenticati. La famiglia si lancia in una frettolosa ricerca del bambino. Proprio in quel momento, Lara rientra a casa desiderosa di dare la buonanotte a Rocco. Leo, in un impeto di creatività, la intrattiene con un mix di video improvvisati, foto ridicole, massaggi goffi e balli imbarazzanti, riuscendo a distrarla fino a quando lei, esausta, si addormenta. Poco dopo, il resto della famiglia rientra con Rocco, ignaro della rocambolesca avventura che si è appena conclusa.

### Terza puntata
Bruna, sempre pronta a mettersi in gioco, decide di diventare la cameraman ufficiale di Leo. Da quando la nonna ha iniziato a filmarlo, però, a Leo sembra che gliene capitino di tutte: incidenti goffi, imprevisti sfortunati e figuracce memorabili si susseguono a ritmo incalzante. Iniziando a sospettare che la nonna Bruna stia sabotando le sue riprese, Leo matura una paranoia: forse la nonna sta cercando di eliminarlo! Decide quindi di rivedere attentamente tutti i video girati con Bruna. Durante la visione, nota un dettaglio ricorrente: in ogni video, sullo sfondo, compare in modo più o meno evidente il marchio di una specifica medicina. La verità viene a galla: nonna Bruna, sfruttando la sua posizione "privilegiata" dietro la telecamera, sta realizzando, all'insaputa di Leo, delle subdole pubblicità occulte per quel farmaco. Confrontata con le prove, Bruna ammette candidamente il suo stratagemma, rivelando di aver guadagnato una somma considerevole con cui si è già comprata un nuovo, fiammante videogioco.

### Quarta puntata
Il successo (seppur controverso) dei video di Leo attira l'attenzione di un pasticciere locale, che gli propone di inserire dei "siparietti" pubblicitari per la sua attività durante le sue candid camera. Lara, però, mette in guardia Leo, rivelandogli che il proprietario della pasticceria è noto per i suoi problemi finanziari e i suoi debiti. Il giorno stabilito per il pagamento, Leo si reca dal pasticciere per riscuotere la sua parcella. Con grande abilità dialettica, il pasticciere riesce a convincere Leo ad accettare un ingente quantitativo di dolci e paste in cambio del denaro pattuito. Bruna e il resto della famiglia (escluso l'ingenuo Leo), vedendo l'opportunità di trasformare la "trattativa" fallimentare di Leo in un guadagno concreto, decidono di organizzare una vendita abusiva dei dolci appena ricevuti. Il pasticciere, venuto a conoscenza della loro iniziativa e sentendosi vittima di concorrenza sleale, si infuria e minaccia ritorsioni. Tuttavia, di fronte alla determinazione della famiglia e forse anche un po' intimorito dalla loro intraprendenza, il pasticciere cede e alla fine decide di pagare Leo la somma dovuta, pur avendo già "saldato" il debito con i dolci.

## Personaggi e interpreti
- Leo Capatosta: è il padre di 3 figli marito di Lara. È interpretato da Alessandro Betti.
- Lara: è la moglie di Leo e madre di 3 figli. È interpretata da Beatrice Schiros.
- Nic: figlio di mezzo di Leo e Lara ha 10 anni e ama la polizia e l'ordine. È interpretato da Paul Gaudet.
- Emma: ha 14 anni è la figlia maggiore di Leo e di Lara. È interpretata da Sabrina Martina.
- Bruna: è la nonna di Emma, Nic e Rocco ed è interpretata da Maddalena Trani.
- Rocco: è il figlio minore di Lara e Leo e ha 6 anni. È interpretato da Stefano De Luca.